# Tarsier de Dian
Tarsius dentatus
Espèce
Synonymes
- Tarsius dianae Niemitz, Nietsch, Warter & Rumpler, 1991

Statut de conservation UICN

 VU A4c : Vulnérable
Statut CITES
Le tarsier de Dian (Tarsius dentatus ou Tarsius dianae) est une espèce de tarsier décrite au XXe siècle. Son corps mesure autour de 11,5–12 cm et sa queue 22 cm ; il a de gros yeux de 1,5 cm de diamètre. Il est nocturne et insectivore et habite les forêts de l'Indonésie.

## Distribution
Cette espèce est endémique de Sulawesi en Indonésie.

## Taxonomie
Pour Mammal Species of the World elle est synonyme de Tarsius dentatus (Miller et Hollister, 1921).

## Publication originale
- Niemitz, Nietsch, Warter & Rumpler, 1991 : Tarsius dianae: a new primate species from central Sulawesi (Indonesia). Folia Primatologica, vol. 56, n. 2, p. 105-116.